# Cirsium spathulatum
Cirsium spathulatum là một loài thực vật có hoa trong họ Cúc. Loài này được (Moretti) Gaudin mô tả khoa học đầu tiên năm 1829.